# سیدی امحمد
سیدی امحمد (به عربی: سيدي امحمد) یک شهرداری در الجزایر است که در استان الجزیره واقع شده‌است.